# دسوتر ام کی۲
دسوتر ام کی۲ (به انگلیسی: Desoutter_Mk.II) یک هواگرد ملخ‌پیشین تک‌موتوره از نوع Liaison ساخت شرکت Desoutter Aircraft Company/Koolhoven است. هواگرد دسوتر ام کی۲ نخستین پروازش را در ۱۹۳۰ میلادی انجام داد. این هواگرد در سال ۱۹۳۰ میلادی رسماً معرفی گردید. در مجموع، تعداد 6 فروند از این هواگرد ساخته شده‌است.
طراح این هواگرد، Frederick Koolhoven بود.